# サヴォイア十字軍

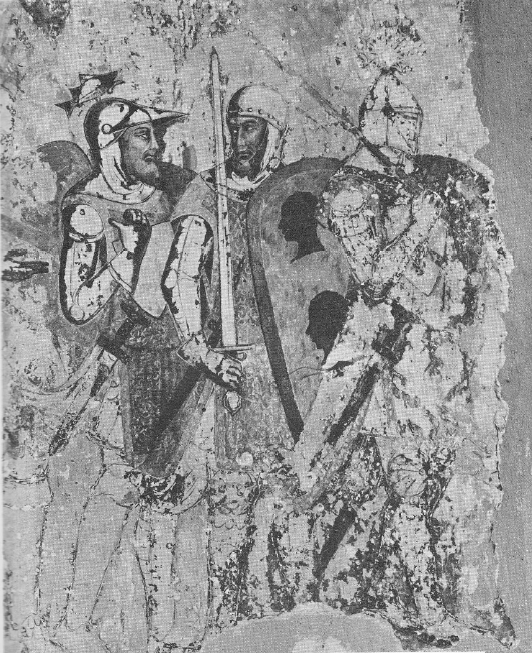
左からサヴォイア伯アメデーオ6世、アラゴン王ペドロ4世、ジュネーヴ伯エイモン3世

サヴォイア十字軍は、アレクサンドリア十字軍に先立つ幾つかの計画を、1366年から1367年にかけて実現したものである。この十字軍は東欧のオスマン帝国に対するものであり、ローマ教皇ウルバヌス6世 が発案してサヴォイア伯アメデーオ6世が指揮を執った。本来はハンガリー王国と東ローマ帝国と共闘して行うはずであったが、十字軍は攻撃の対象を第二次ブルガリア帝国に変えた。東ローマ帝国に譲渡されるべき同地での戦果はわずかなものであった。また、ガリポリ付近のオスマン帝国に対する戦果もわずかであった。
オスマンに比べてブルガリアにはあまり多大な注意を払っていなかったことから、歴史家のニコラエ・ヨルガは「この遠征は十字軍と同類のものではなくて突飛な行動に近い」と論じている。その一方でオスカル・ハレスキイによれば、十字軍によるガリポリ占領は「キリスト教徒によるヨーロッパを守るための闘争において最初に達成された成功であり、それと同時に14世紀全体を通してトルコに対する最後の偉大な勝利である」。

## 準備

### 宣誓
1363年3月31日の聖金曜日にアヴィニョン教皇庁において、フランスのジャン2世善良王とキプロス国王ピエール1世は聖地へ赴くという十字軍の誓いを立て、ローマ教皇ウルバヌス5世から誓いの印として自身の衣服に縫い込むための十字の印 (signum crucis) を授かった。これがサヴォイア十字軍の始まりであるが、ジャン2世は個人的に自らの誓いを敢行せず、ピエール1世は結局のところはサヴォイア伯の遠征に加わることはなかった。後者は自らの十字軍の宣誓を立てなかった。また、 ウルバヌス5世以前の1364年1月19日まで頃に地方のマグナートによる会議がアヴィニョンで開かれており、自由同盟による襲撃に対する同盟 (colligatio) が形成されていた。このことが、サヴォイア伯のアメデーオ6世緑衣伯に黄金のバラを授けた確実な理由であり、アメデーオ6世は自身が初期に創設して消滅したであろう黒鳥騎士団に代わる聖アヌンツィアータ騎士団を創設した。聖アヌンツィアータ騎士団の本来の団員はアメデーオ6世の家臣や関係者が充てられており、恐らくは騎士団員全員がアメデーオ6世の十字軍に追随する誓いを立てた。ただし、そのうちの2人は健康上の理由により東方へ行くことは出来なかった。騎士団は十字軍のように聖母マリアに捧げた。十字軍が出立する期日は1365年3月1日に決めたが、教皇はピエール1世とアメデーオ6世が早期に出立つすることを期待していた。期日の日には誰も来なかったが、ピエール1世は6月27日にアレクサンドリアへの十字軍に向けてヴェネツィアを発った。

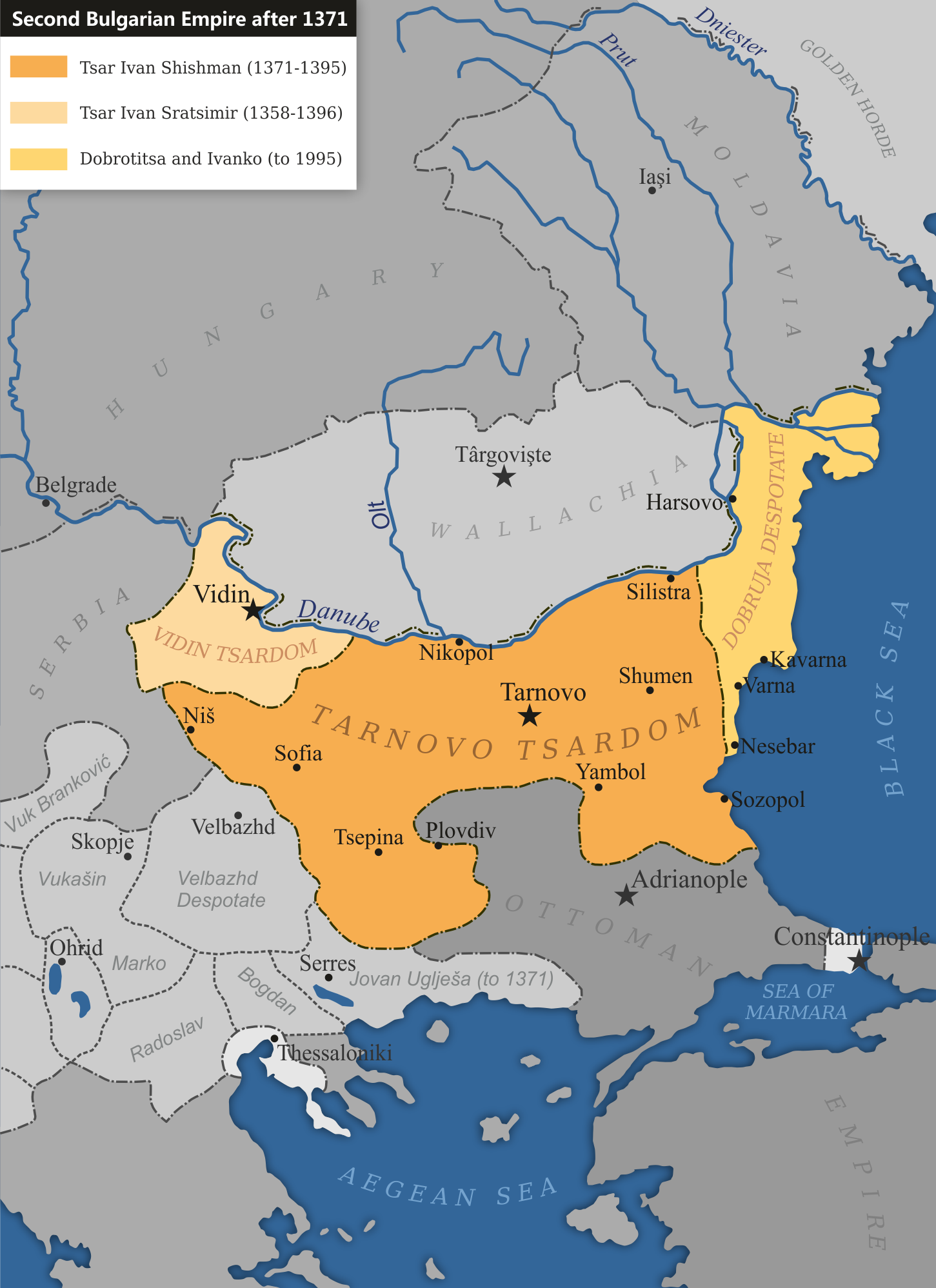
サヴォイア十字軍時の分断された第二次ブルガリア帝国。

1363年5月1日にウルバヌス5世はハンガリーのラヨシュ1世騎士王にオスマン帝国に対する十字軍を訴え、ラヨシュ1世は1364年から1365年の冬にかけて、オスマン帝国によるヨーロッパ侵攻に対する主要な防備を固めるための軍備を整えた。1365年のヴェネツィアからの報告によると、10艘のガレー船がラヨシュ1世のためにプロヴァンスに掻き集められ、ラヨシュ1世はザラとダルマチアに支援を求める発行をした。春にラヨシュ1世はオスマン領ヨーロッパ（ルメリア）よりもブルガリア皇帝イヴァン・アレクサンダルの次男にあたるイヴァン・スラツィミルが統治するブルガリア北部に侵攻し、ヴィディンを占領してスラツィミルを捕虜としてハンガリーに送った。1366年にアメデーオ6世と共同してオスマン帝国を攻撃するというラヨシュ1世の遠征は、このようにして完了した。

### 財政
1364年4月1日にウルバヌス5世は、アメデーオ6世による遠征のための様々な新たな収入源を与えるため、一連の7つの勅書を出すなどして多大な努力を払った。盗み、略奪ないし高利といった被害者に戻ることのない"不正な手段で得られた収益" (male acquisita) は全て没収されて、十字軍のための次の6年間に使われた。その上「この先12年間及び次の6年間、サヴォイア伯国とその属国におけるこれまで使われることのなかった全ての遺産、贈り物、没収品、上質品、償い品は pro dicto passagio et Terre Sancte subsidio [聖地及びそのための戦いに向かう者] に寄贈され、与えられ、徴税される」ことがアメデーオ6世の遠征のために割り当てられることになった。最終的に、自身が旅路に出る許可を得た司祭を除いた教会が、十分の一税をサヴォイア十字軍のために払った。

### 軍隊と艦隊
1366年の初頭にアメデーオ6世は、サヴォイアにて自軍を召集した。軍の半数以上がサヴォイア家に仕える代々の封臣 (vassal) であり、 その家系のほとんどが伯国を代表するものであった。アメデーオ6世の異母兄弟であるオッジェーロ (en) 、同じく異母兄弟であるウンベルト (en) の息子で甥にあたるウンベルトも加わった。ピエモンテ領主ジャコモの弟であるアイモーネとアントニオという名のアメデーオ6世の2人の庶子も加わった。十字軍の中にはイングランドの騎士であるリチャード・ミュサルド、アメデーオ6世の従兄弟であるギヨーム・ド・グランソン、ジュネーヴ伯アメデ3世（自身は病気のため誓約を果たせず）の後継者であるエイモン3世、ルイ・ド・ボージュー、アントワーヌ・ド・ボージューの代理であるアロワニェ卿がいた。この時点までに十字軍はヴェネツィアに到着しており、ガスパール・ド・モンマユール元帥の監督のもとで3つの軍団 (en) に組織化された。第一軍はアメデーオ6世、ガスパール、エマール・ド・クレルモン、ギーとジャン・ド・ヴィエンヌの兄弟が指揮し、第二軍はエティエンヌ・ド・ラ・ボーム、バセット卿、サンタモール卿が指揮し、最大の兵力を誇る第三軍通称「大軍団」はギヨーム・ド・グランソン、アンテルム・ドゥティエーレ、フロリモン・ド・レパール及び伯爵の関係者が指揮した 。
アレクサンドリア十字軍がイスラム諸国との商業関係に損害を与える事態を見たヴェネツィア共和国は、この十字軍計画への参加あるいは彼らに対する東方行きの物質輸送の供給をためらう姿勢を取った。1365年春にウルバヌス6世によって発せられた手紙は、ヴェネツィアを納得させるには至らなかったが、アメデーオ6世の使者はアメデーオが要求した5艘のガレー船と2艘のフステのうち、2艘のガレー船の約束を取り付けた。十字軍の立案者であるウルバンは、ジェノヴァ及びマルセイユと交渉して船を確保したものの、神聖ローマ皇帝カール4世から得た東方遠征の物質輸送の約束は履行されることはなかった。自由共同体から多数の商人が十字軍に参加してトゥールニュにてアルノー・ド・セルヴォールのもとに結集はしたものの、1366年5月26日に彼がマコン付近にて暗殺されるや、遠征に参加するのを止めた。

## 東方への移動

### サヴォイアからヴェネツィアまで
1366年1月3日、ル・ブルジェ＝デュ＝ラックで出立の準備をしていたアメデーオ6世は、妻ボンヌ・ド・ブルボンに、7人、あるいは少なくとも2人の家臣団による助言を常に受けながら、夫の不在中の摂政を命じた。恐らく遅延への抗議か、あるいは聖地ではない目的地を提案されたためか、ウルバヌス6世は1月6日に自身が1364年4月1日に発効した勅書を取り消し、十字軍創立の原因は消滅した。にもかかわらず、アメデーオ6世はアヴィニョンへ抗議に赴いて、表面上は教皇から自身の遠征に対する祝福を受けたものの、勅書は撤回されたままだった。アメデーオ6世は viagio ultramarino （洋上航海）に対する一般税の支払いを強要されたが、この税は1368年までには集まらず、海上輸送の経費はリヨンのいくつかの銀行から10,000フローリンの借金、及び家族銀の質入れで間に合わせた。2月8日にアメデーオ6世はヴェネツィアに向けて出港した 。
2月15日までにリーヴォリに到着し、3月半ばまでは義兄弟であるミラノの僭主ガレアッツォ2世・ヴィスコンティが統治するパヴィアに到着した。ここで進路を変えて5月後半にパヴィアに戻るまでの間、サン＝ジャン＝ド＝モーリエンヌを訪れて、自身の甥ジャン・ガレアッツォ・ヴィスコンティの息子ジャン・ガレアッツォ2世の洗礼の代父を務めた。この時、ジャン・ガレッオの母でアメデーオ6世の姉妹であるビアンカは軍資金を寄贈し、義兄弟のガレアッツオ2世は25,000フリーリンの資金と、自身の庶子チェーザレ指揮下の25人の重騎兵 (en) 、600人の傭兵（野盗、en）、16人の馬の世話人 (en) を貸与し、後者の費用は最初の半年間はガレアッツオ2世が捻出した。エティエンヌ・ド・ラ・ボーム指揮する十字軍の半数は、サン＝ジャン＝ド＝モーリエンヌからジェノヴァに移動し、待機していた船に乗り込んでヴェネツィアに向かった。 アメデーオ6世指揮下の残りの十字軍は、6月1日にパドヴァに向かい、同市を支配するカッラレシ家からヴェネツィアで使うための宮殿の申し出を受けた。6月8日にアメデーオ6世とその主力軍はヴェネツィアに到着し、同市の住民から十字軍は聖地に向かわなかったことを知らされ、テネドスのジェノヴァからの奪還という条件付きで、船と兵士を含むより多くの援助の申し出を受けた（履行されず）。十字軍を乗せた船は6月21日頃に出立した 。

### ヴェネツィアからガリポリへ
艦隊はプーラ、ラグーサ、ケルキラ島に寄りながらダルマチア沿岸部を航行して、最終的にはヴェネツィア支配下のコロニに着いた。同地にてアメデーオ6世はブルボン公ルイ1世の娘で自身の妃ボンヌの叔母であるマリー (fr) が、自身が保有するピロス城 (en) にターラント公フィリッポ2世の代理人であるパトラ司教アンゲロウスによって包囲されていることを知った。フィリッポ2世はアカイア公国の所有権を巡ってターラント公ロベルトの継子であるユーグ・ド・リュジニャン (fr) の実母かつ代理人でもあるマリーと争っており、アンゲロウスはフィリッポ2世の代理人としてマリーの領地を奪取したのである。マリー・ユーグ母子は1366年初頭にプロヴァンスとキプロスから傭兵を召集して、アカイア公国の返還を要求し始めた。交渉中にマリーの居城であるピロス城にて、ギヨーム・ド・タレーがフィリッポ2世の代官であるシモン・ド・ポッジョを捕えて地下牢に投獄した。アメデーオ6世が到着するまでに、アンゲロウスの反攻がマリー母子をピロス城へと窮地に追いやっていた。アメデーオ6世は仲裁を求められていた。アメデーオ6世は、マリーにパトラ以下の幾つかの要求を放棄させ、アンゲロウスの方には自軍をアカイア南部から撤退させてマリーの領地から平和的に立ち去させることを決定した。"危機に陥った乙女" が救い出されて"教会の権利"が守られると、アメデーオ6世は船に戻った 。
アメデーオ6世のガレー船の艦長であるアンテルム・ドゥティエーレ率いるヴェネツィア艦隊は、コロニにてエティエンヌ・ド・ラ・ボーム提督率いる14艘のジェノヴァ艦隊と合流した。十字軍は、ブレス、フォシニー、サヴォイアと地域ごとに分けられてガレー船に乗せられた。全艦隊は互いに見える範囲で航行し、アメデーオ6世の乗船する船の先頭に立って航行する船はなかった。これに違反する指揮官は罰せられるよう、命令が出されていたからである。互いの船の意思融通のため、昼は旗で、夜は灯りによる合図が示された。攻撃の時にはアメデーオ6世の船からラッパの合図が鳴らされた。航海全体はアメデーオ6世のもとで厳格なものであった 。艦隊はコロニからイドラ島のアギオス・ギオルギオウス (San Giorgio d'Albora) に進んでそこから、ハルキス (Negroponte)、最終的にエヴィピロスに向かい、最後に止まったのがオスマンの領域に入る前であった。ここで十字軍は綺麗な水を購入し、アメデーオ6世の侍医であるギー・アルバンは一種の腹痛剤である saculi pro stomaco を購入した。

## 遠征

### ガリポリ
十字軍は東ローマ皇帝ヨハネス5世パレオロゴスの助力になることを望んだものの、ローマ教皇の方は十字軍にヨハネス5世の信仰をギリシャ正教会からカトリックに改宗させることを望んでいた。教皇はそうすることで、皇帝を自身の宗主下に置こうとしたのである。それでもやはり十字軍は、東ローマ帝国をオスマン帝国の圧迫から解放させることに努めた。十字軍はまた、ラヨシュ1世からの支援を期待していたものの、"ブルガリア地区" (in partibus Burgarie) でアメデーオ6世に仕える2人の従卒がラヨシュ1世からの支援の全てであった。 1366年の春にヨハネス5世は、ラヨシュ1世から軍事的支援を得るためにハンガリーの宮廷に赴いて、自身と息子が代表してカトリック教会へ改宗することを誓った。6月1日にウルバヌス6世はラヨシュ1世に十字軍の勅書 (en) を授けたが、7月22日の手紙では1年1ヶ月前に授けた特権を取り消した。ヨハネス5世はブルガリア経由で帰国の途についたが、同地でかつての同盟者たちに襲撃された。 罠にはめられたことを悟ったヨハネス5世は、ブルガリア軍によって投獄あるいは包囲されてしまい、東ローマに帰国することが出来なくなった。その東ローマでは、ブルガリア皇女キラツァ・マリアと結婚したアンドロニコス4世パレオロゴスが統治権を握っていた。ヨハネス5世の母アンナ (it) はアメデーオ6世の父アイモーネの姉妹であったことから、アメデーオ6世とヨハネス5世とは従兄弟の関係であった。
ブルガリア情勢とヨーロッパにおけるオスマン帝国の立場を知らされると、アメデーオ6世は艦隊をダーダネルス海峡に導き、そこでヨハネス5世の義理の息子であるレスポス侯フランチェスコ1世ガッティルシオ (en) 率いる小艦隊と合流した。またサヴォイアの年代記の伝えるところによれば、十字軍にはコンスタンティノープル総主教率いる東ローマ帝国軍 (en) の分遣隊も加わった。これらの混合十字軍は8月22日に、オスマン帝国のヨーロッパにおける2番目の都市であるガリポリへの攻撃を開始した。十字軍は城壁を攻撃しつつ街を包囲したが、オスマン軍は夜間にガリポリを放棄し、同市の住民は翌朝、十字軍のために街の扉を開いた。この短い挿話に関する情報源は、限られた光しか放っていない。アメデーオ6世の記録によると以下のことが知られている。街と要塞の両方が8月26日までにサヴォイア十字軍が掌握するところとなり、それぞれの守備隊と指揮官が任命され、ジャコモ・ディ・ルセルナが街を、アイモーネ・ミハエレが要塞を担当することとなり、両人は単にガリポリを守備するに留まらず、海峡の出入りも警備もすることとなった。8月27日にアメデーオ6世による"異教徒トルコ人に対する最初で最も有名な勝利"の報せを伝えるための使者が、西欧世界に送られた。
年代記はオスマン軍が退いたことによる迅速な成功を説明してはいるが、同時に9月12日にコンスタンティノープルのベヨグル (Pera) にて、ガリポリ攻撃で戦死した自身の従卒のために葬儀の準備をしたことも知られている。シモン・ド・サンラムール、ローラン・ド・ヴェシーのコラル島の両騎士は殺害されており、アメデーオ6世の会計係であるアントワーヌ・バルビエは葬儀のために18の"コラル島の意匠" (devisa collarium) を帯びたエスカッシャンを購入し、また81の蝋燭の松明と施し物が、サヴォイア出身のギラルド・マレシャル及びヴォードワ (en) 出身のジャン・ディヴェルドンのために支払われた。 当初、マルマラ海に吹いた大嵐が十字軍の残存部隊がガリポリを出立するのを妨げたが、9月4日までに海を渡ってコンスタンティノープルに辿り着いた。艦隊はベヨグルに着き、大多数の者は同市のジェノヴァ人地区に滞在したが、何人かの者はガラタの borgo de Veneciis （ヴェネツィア人地区）で宿泊した。アメデーオ6世自身は家を購入したが、家具は自身で備え付けなければならなかった。家具と葬儀の費用に加えて、アメデーオ6世は自身の通訳を務めたパウロに3ヶ月分の給料を支払わなければならなかった。

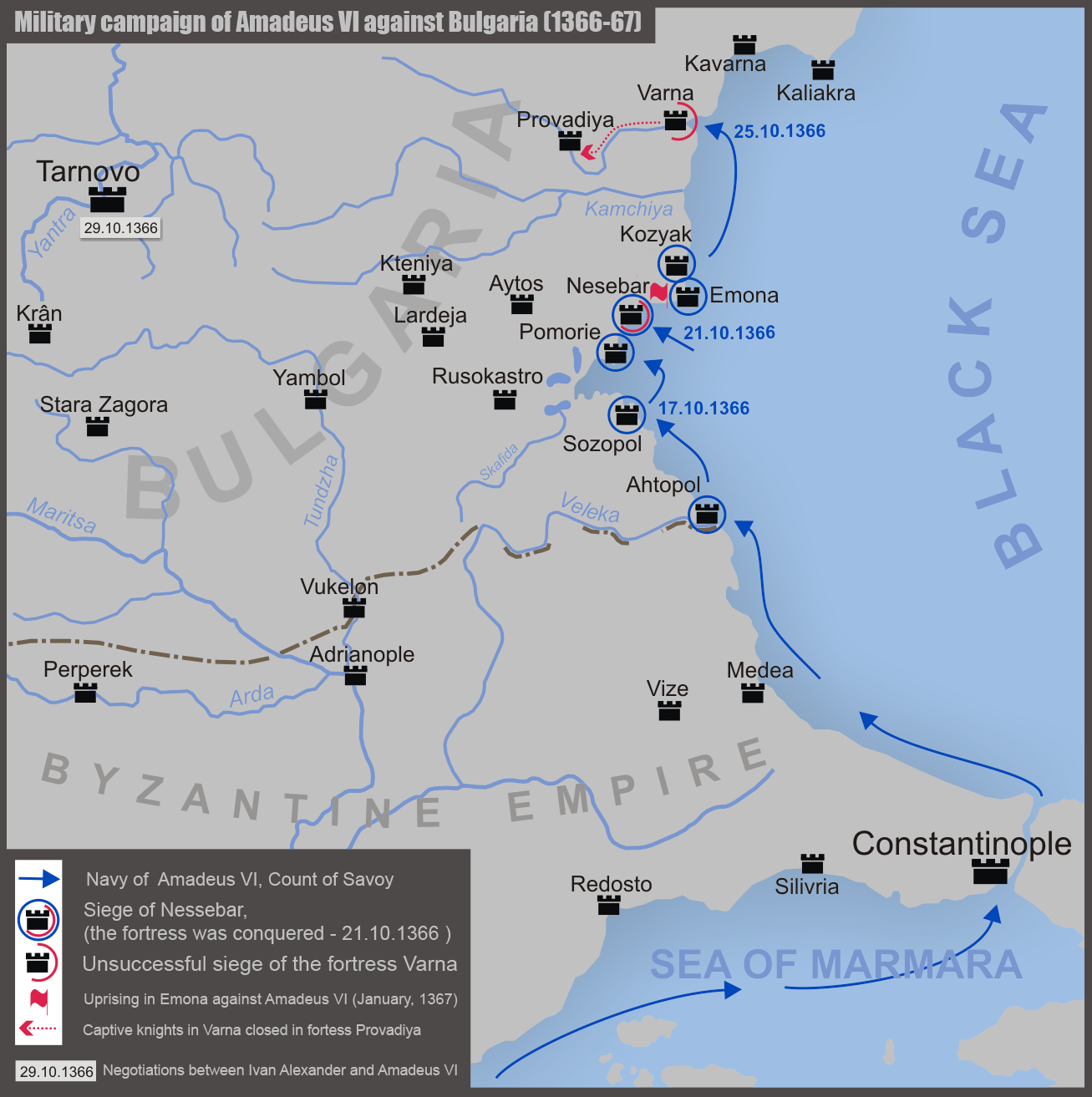
ブルガリアへの遠征図。

### ブルガリア
アメデーオ6世はコンスタンティノープルから、明らかにヴィディンにいるであろうヨハネス5世のもとに使者を送った。ヨハネス5世は自身が自由の身になってコンスタンティノープルに帰還できるよう、武力干渉を求めているようだった。皇妃ヘレナ (en) はアメデーオ6世に、ブルガリア遠征のための資金と兵力を提供した。しかしアメデーオ6世は、教皇からブルガリアを攻撃する許可を得ていなかった。相手のキリスト教徒がたとえ分離者（非カトリック教徒）であってもである。10月4日にアメデーオ6世はコンスタンティノープルを後にして、艦隊をブルガリア黒海沿岸 (bg:Българско Черноморие) 沿いに北上させた。2日間かけて艦隊は"ロルフェナール" (l'Orfenal) の港へ、それから以前は長期にわたって東ローマ帝国が掌握していたものの、今やブルガリアの領有が明らかであるソゾポルに到着した。戦闘は起きず、街は放棄されたのか、あるいは十字軍が街を迂回したのか明らかではない。10月17日から19日にかけて"ソゾポルにて" (apud Tisopuli) アメデーオ6世は自身が払った犠牲の報告を見せつけられたものの、単に街の城壁の外側で野営していただけだったのかも知れない。もっとも、ブルガスを占領したのかも知れない。10月20日にネセバル (Mesembria) の街と要塞を占領した。この際に激しい抵抗に遭ったため、多くの騎士や従士が戦死した。ネセバル市民は剣でもって殺害され、女子供ともいえども許されず、街は略奪された。次にポモリエ（十字軍側の名称はラシロないしイアシロ（アヒロあるいはアンヒアルウスに由来する））を、さらにマクロポリス (Manchopoly) とスカフィダ (Stafida) を占領し、十字軍はブルガリア湾を掌握した 。
ブルガリアの沿岸地域、現在のドブロジャは当時、ブルガリア帝国の辺境伯であるドブロティツァ (bg) が支配する半独立国家ドブロジャ専制公国であり、その首都は以前に司教座が置かれていたヴァルナであった。10月25日に十字軍はヴァルナの前に到着し、市民に使者を送って街の明け渡しを求めた。ヴァルナ市民はこれを拒絶はしたが、使者を帝都ヴェリコ・タルノヴォ (Tirnovo) にいるツァール・イヴァン・シシュマンのもとに伝令を遣わして、ヨハネス5世を釈放するよう求める約束をした。しかしこの時、イヴァン・シシュマンはヴィディンを有してはおらず、同地は兄弟であるイヴァン・スラツィミルが有していた。しばらくしてヴァルナ市民は十字軍に兵力を供給し、タルノヴォとアメデーオ6世の陣営間でいくつかの使者交換が行われた。自らの取り決めが有利になるように、アメデーオ6世はエモナ (en) 、エミネ岬 (bg) の要塞、更には南部の沿岸地帯を攻撃占領した。これらの地域の降伏後に、エモナ市民は反乱を起こしたものの粉砕された。アメデーオ6世は占領区に駐屯を設置してヴァルナに帰還した。
ヴァルナとアメデーオ6世との休戦を巡る取り決めがずるずると長引いたことで、和解十字軍の一団は夜間に海上から小さい城である "カロカストレ" を奪取しようと試みたもの、壁をよじ登ろうとしたところを守備隊に見つかって皆殺しにされた。カロカストレ独自の行動としての否認の意思表示にもかかわらず、アメデーオ6世は報復の遠征を行い、同城の市民を皆殺しにした。ブルガリアとの交渉は11月半ばまで継続され、恐らくはイヴァン・シシュマンの強い要求により、アメデーオ6世は11月18日前にヴァルナの包囲を解いて、エモナに駐屯軍を残してネセバルに撤退した。12月23日にイヴァン・シシュマンはアメデーオ6世に対して、ヨハネス5世はヴィディンからドブロジャ専制公国の領域にあるカリアクラ (bg) に行くことを許されたことを伝えた。アメデーオ6世は、カリカラにヨハネス5世を出迎えるための一団を派遣してそこで待機させる一方で、自身はネセバルにて徹底的にあらゆる種類の税金を搾り取るという統治を行いながら、冬を過ごした。1367年1月初頭、アメデーオ6世は湾を横断してソゾポリスの自営に戻った。ヨハネス5世はカリアカラに止まることなく、最終的にソゾポリスへ1月28日に到着した。

### コンスタンティノープル付近
1月後半ないし2月初頭にエモナの市民が反乱を起こした。恐らくコンスタンティノープルに帰還した後の3月15日に、ヨハネス5世はアメデーオ6世に対し、アメデーオ6世が征服したブルガリアの諸都市を受け取るのと引き換えに、その遠征費用を負担することを約束した。アメデーオ6世は、ブルガリアに虜囚の身になっている自軍兵士の釈放も目的とした出立のための最終準備を監督するため、ネセバルに向かった。4月9日までに全ての課題が成し遂げられると、十字軍はコンスタンティノープルへ帰還した。サヴォイア年代記はこの時の様子を以下のように記す。
皇帝は自身の従兄弟にあたる伯をより貴く名誉をもって迎えるために、司祭、官僚、全ての騎士修道会、紳士、市民、傭兵、女性、子供を集めさせ、これらの者はみな海岸へ伯を迎えに行って、「トルコからギリシャを奪回し、ブルガリアで囚われていた我らの主君たる皇帝を奪還してくれたサヴォイア伯のことをいつまでも忘れない」と叫んだ。コンスタンティノープルにてヨハネス5世はブルガリア遠征の費用として1万5千フローリンを支払うことに最終的に同意はしたものの、アメデーオ6世には結局約1万フローリンしか支払われなかった。
アメデーオ6世はオスマン帝国に対する戦闘をなおも企てていたものの、その意義はガリポリを占領したことで著しく低下していた。にもかかわらず、アメデーオ6世は5月14日にマルモア北岸のオスマン領であるエネアソシア城（現クチュクツェクメツェ）に存在し、ギリシャの歴史家であるヨハネス6世カンタクゼノスが "レギウム付近の要塞" と伝える）を占領した。戦闘中にサヴォイアの一兵士が塔の頂点にサヴォイア軍旗を掲げる栄誉を受けた。同月にアメデーオ6世は、ソゾポリをオスマンの襲撃から守備するために北方に駆けていかねばならなかった 。 5月24日頃に十字軍はカロネイロと呼ばれるオスマンの要塞に火をつけたが、恐らくは東ローマ帝国がブユクツェクメツェを破壊したことの意思表示だと思われる。4月から5月にかけての十字軍の主な関心は、帰りの航海のために船主に払う資金を集めることであった。

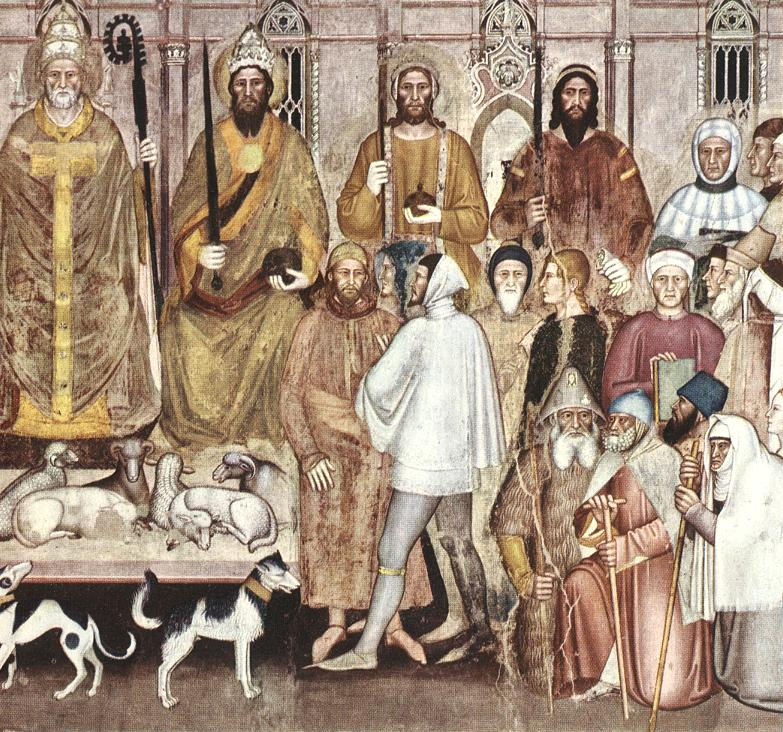
サンタ・マリア・ノヴェッラ教会のスペイン礼拝堂でアントニオ・ダ・ボナイウト作の十字軍としてのアメデーオ6世（後列の左から4番目の人物）を描いたフィレンツェ派のフレスコ画。

## 帰国
アメデーオ6世は、コンスタンティノープルでの自身の残された時間を東西教会の分裂解決の交渉に費やしたものの、不毛な結果に終わった。また、ガリポリにおいてコンスタンティノープル・ラテン主教 (it) パオロ・ディ・テベを擁立はしたものの、コンスタンティノープルのギリシャ人に敬意を払わなかったことから、パオロは1367年6月9日にコンスタンティノープル発の船に乗って十字軍とともにイタリアへ帰国した。アメデーオ6世は家臣のジョヴァンニ・ディ・コンテがペラで購入した新たなガレー船に乗って航海した。6月13日から14日に十字軍はガリポリに到着して、そこでアメデーオ6世は駐屯軍を訪れ、街と要塞を東ローマ帝国へ譲渡した。6月16日まで艦隊はテネドスに到着した。6月20日から22日までの間はカルキスにて停船し、そこでアメデーオ6世は4枚のペルペリ (el) 金貨をアテネ公国の副主教ロヘリオ・ド・ルリア (ca) に仕える2人の吟遊詩人に支払った。2人の吟遊詩人は、今宵はここに泊まって楽しむようにとの主人の挨拶状を届けに来たのである。
カルキスにおいて多くの十字軍兵士がキプロスへ向かい、真の異教徒と戦う機会を与えることを約束し、その一方で兄弟である分離派と戦わずにすむようなピエール1世のもとで戦った。帰還する方の十字軍はメトニ (el) （モドネ）とグラレンツァ (en) （クラレンツィア）で止まり、7月10日にコルフに到着した。ドゥブロヴニクで止まった1週間後の7月29日に十字軍はヴェネツィアに着いた。それに先立って十字軍の勝利の報せはヴェネツィアに届いていた。
アメデーオ6世はヴェネツィアのカラレシ総督府に5週間滞在して、負債の支払い、教会への感謝の贈物の献上、バルトロメオ・ミハエリスからの8872ドゥカート及びフェデリーコ・コルナロからの10346ドゥカートのより多くの借款引き出しを済ませた。この時にいくつかの祭りに参加するため、8月23日から26日の短期間トレヴィーゾを訪れているが、何のためなのかは明らかではない。誓約を果たすため、アメデーオ6世はヨハネス5世の使者をローマに送ることが求められていた。アメデーオ6世は9月18日にパヴィアに到着し、そこで自分の手荷物であるポー川の水が運びこまれるのと、ローマ巡業の資金となるサヴォイアからの自身の財産の到するのを待った。9月25日にピサに向けて旅立ち、そこからヴィテルボにてウルバヌス6世と会見して、東ローマ帝国の使者を引き渡した。その後もウルバヌス6世に随行してローマまで行き、ウルバヌス6世は10月12日に厳かにローマに入城したが、これは1305年以降で初めての教皇のローマ入りであった。アメデーオ6世は2週間ほどローマに滞在して、 ペルージャ、フィレンツェ（11月初頭）、パヴィア（11月半ば）、パルマ、フィデンツァ及びカステル・サン・ジョヴァンニを経て、クリスマス前にシャンベリに帰還した。ヴェネツィア、ローマそしてサヴォイアに至る行程の至るところで、アメデーオ6世は十字軍の勝利者として敬意を受けた。

## エモナとガリポリの喪失
アメデーオ6世は、エモナに庶長子アントニオとわずかな守備隊を残して帰国した。サヴォイア年代記、ジャン・セルヴィオン、ジャン・ドロンヴィル＝カバレによれば、住民はサヴォイア駐屯軍を親切さを装いつつ待ち伏せがいるところまで導くことで欺き、その結果アントニオは捕えられた。アントニオはブルガリアで囚人として、死ぬまで惨めな状況に置かれたと思われる。しかしこの報告は、初期の資料では裏付けが取れてはいない。確かに言えることは、エモナがブルガリア人によって失われ、アメデーオ6世の十字軍以降のいかなる財政報告でもアントニオには言及されていないということである。
ガリポリの方は、いくたびかのオスマン帝国の襲撃にもかかわらず、キリスト教徒の側にあった。ヨハネス5世とその息子アンドロニコス4世による3年間の内戦 (en) の後に、アンドロニコス4世は自らへの支援の代償としてガリポリをオスマン帝国に譲渡した。こうしてガリポリは、十字軍による占領から10年経った1376年から翌年の冬にスルタン・ムラト1世によって占領された。